# Talak
Talak (arab. ‏talaq‎ „opuszczenie, rozwód”) – formuła rozwodu w religii muzułmańskiej i opartym na niej prawie islamu. Mężczyzna przeprowadza rozwód wypowiadając trzykrotnie wobec żony słowa talak, talak, talak, tj. „rozwodzę się z tobą”.